# Prothema lineata
Prothema lineata är en skalbaggsart som beskrevs av Maurice Pic 1920. Prothema lineata ingår i släktet Prothema och familjen långhorningar.
Artens utbredningsområde är Tibet. Inga underarter finns listade i Catalogue of Life.